# Arthingworth
Arthingworth är en ort och civil parish i Storbritannien.   Den ligger i grevskapet Northamptonshire i riksdelen England, i den södra delen av landet, 110 km nordväst om huvudstaden London. Arthingworth ligger 120 meter över havet och antalet invånare är 229.
Terrängen runt Arthingworth är platt. Runt Arthingworth är det ganska tätbefolkat, med 116 invånare per kvadratkilometer. Närmaste större samhälle är Northampton, 19,4 km söder om Arthingworth. Trakten runt Arthingworth består till största delen av jordbruksmark.